# Шушково (станция)
Шушко́во — железнодорожная станция Александровского направления Северной железной дороги, расположенная в одноимённом пристанционном посёлке. Находится в Переславском районе Ярославской области. По другую сторону железной дороги, примерно в 5 километрах, находится деревня Шушково, в честь которой названа станция.

## История
Станция основана в 1904 году. 151 км от Москвы. Остановочный пункт электропоездов из Ярославля в южном направлении и обратно (5 пар в день по расписанию от 31 мая 2009 года).